# Magyar szakszervezeti konföderációk
A Magyarországon működő szakszervezeti konföderációk:
- Autonóm Szakszervezetek Szövetsége
- Értelmiségi Szakszervezeti Tömörülés (ÉSZT)
- Független Szakszervezetek Demokratikus Ligája (Liga Szakszervezetek)
- Magyar Szakszervezetek Országos Szövetsége (MSZOSZ)
- Munkástanácsok Országos Szövetsége (MOSZ)
- Szakszervezetek Együttműködési Fóruma (SZEF)

A hat országos érdekképviseleti testület képviselői alkotják a privát szektor béreinek emeléséről, az országos minimumbérről és egyéb fontos, a munka világát érintő kérdésekről tárgyaló háromoldalú Országos Érdekegyeztető Tanács (OÉT) munkavállalói oldalát. (A másik két oldal a munkáltatóké, illetve a kormányé.) 

## Külső hivatkozások
- Linkgyűjtemény